# Sorrento (Florida)
Sorrento ist  ein census-designated place (CDP) im Lake County im US-Bundesstaat Florida. Das U.S. Census Bureau hat bei der Volkszählung 2020 eine Einwohnerzahl von 845 ermittelt. 

## Geographie
Sorrento liegt rund 15 km östlich von Tavares sowie etwa 30 km nördlich von Orlando. Der CDP wird von der Florida State Road 46 durchquert.

## Geschichte
Der Ort wurde 1887 durch die Sanford and Lake Eustis Railroad erstmals durch die Eisenbahn erschlossen. Die Strecke von Sanford nach Tavares wurde in den 1980er Jahren zwischen Sanford und Sorrento jedoch stillgelegt. Heute operiert die Florida Central Railroad zwischen Sorrento und Tavares, wo Anschluss an das weitere Netz besteht.

## Demographische Daten
Laut der Volkszählung 2010 verteilten sich die damaligen 861 Einwohner auf 362 Haushalte. Die Bevölkerungsdichte lag bei 253,2 Einw./km². 76,4 % der Bevölkerung bezeichneten sich als Weiße, 2,4 % als Afroamerikaner, 11,8 % als Indianer und 0,2 % als Asian Americans. 6,2 % gaben die Angehörigkeit zu einer anderen Ethnie und 2,9 % zu mehreren Ethnien an. 30,4 % der Bevölkerung bestand aus Hispanics oder Latinos.
Im Jahr 2010 lebten in 39,9 % aller Haushalte Kinder unter 18 Jahren sowie 24,3 % aller Haushalte Personen mit mindestens 65 Jahren. 71,7 % der Haushalte waren Familienhaushalte (bestehend aus verheirateten Paaren mit oder ohne Nachkommen bzw. einem Elternteil mit Nachkomme). Die durchschnittliche Größe eines Haushalts lag bei 3,12 Personen und die durchschnittliche Familiengröße bei 3,43 Personen.
30,2 % der Bevölkerung waren jünger als 20 Jahre, 28,5 % waren 20 bis 39 Jahre alt, 26,4 % waren 40 bis 59 Jahre alt und 14,8 % waren mindestens 60 Jahre alt. Das mittlere Alter betrug 34 Jahre. 51,8 % der Bevölkerung waren männlich und 48,2 % weiblich.
Das durchschnittliche Jahreseinkommen lag bei 43.625 $, dabei lebte niemand unter der Armutsgrenze.
Im Jahr 2000 war Englisch die Muttersprache von 100 % der Bevölkerung.